# Ruma, Illinois
Ruma là một làng thuộc quận Randolph, tiểu bang Illinois, Hoa Kỳ. Năm 2010, dân số của làng này là 317 người.

## Dân số
Dân số qua các năm:
- Năm 2000: 260 người.
- Năm 2010: 317 người.